# ディメンション・ゼロ (バンド)
ディメンション・ゼロ（DIMENSION ZERO） は、スウェーデンのメロディックデスメタルバンドである。
当時イン・フレイムスに在籍していた、グレン・ユングストロームの書く曲がアグレッシブ過ぎてイン･フレイムスに合わなくなっていったため、それらの曲を生かすサイド･プロジェクトとして1996年にイェスパー・ストロムブラードとグレン・ユングストロームを中心に結成され、まもなく元マーダックのヨアキム・ゴスベリと、「クリスタル・エイジ」や「ルシフェリオン」で活動していたハンス・ニルソンが加入した。
結成当初は、エージェント・オレンジ（AGENT ORANGE）と名乗っていたが、同名バンドの存在を知りディメンション・ゼロに改名した（エージェント・オレンジとはベトナム戦争でアメリカ軍が空中散布した枯葉剤のニックネームであるが、直接の名前の由来はソドムが1989年にリリースした3rdアルバム『Agent Orange』からだと思われる）。
初期イン･フレイムスをさらにアグレッシブにしブラスト・ビートを織り交ぜた、メロディックデスメタルというよりデスラッシュに近いサウンドである。基本的にアグレッシブなデスラッシュサウンドであるが、所々でイン・フレイムスを彷彿させるようなメロディが効果的に配置されている。曲をコンパクトでタイトにまとめるという意向から、ギターソロが殆どないのも特徴の一つである（ちなみにボーカルのヨキアムはギターソロが嫌いである）。

## 略歴
1997年、フレドリック・ノルドストロームをプロデューサーに迎えて制作されたデビュー・ミニアルバム『Penetrations Of The Lost World』をリリースする。
2001年11月、イン・フレイムスのアンダース・フリーデンのプロデュースによる1stアルバム『Silent Night Fever』をリリースした。2002年、ギタリストのダニエル・アントンソンが加入し、イェスパー・ストロムブラードがギターとベースの掛け持ちからベースに専念することになる。5月には「EXTREME THE DOJO vol.3」で来日し、ソドム、ダイイング・フィータスと共演した。しかし、個々のミュージシャンの力量は素晴らしいものの、サイド・プロジェクト故か、バンドとしてのライブ経験がなく、この日本公演がディメンション・ゼロとしての初ライブであり、ライブ・パフォーマンスはいまいちであった。
2003年2月、再びアンダース・フリーデンをプロデュース迎えアルバムのレコーディングを行う。同年8月、スウェーデンの「2000 Decibel Festival」、8月にはドイツの「Party-san Open Air Festival」に出演するが、その後グレン・ユングストロームが脱退してしまう。11月に2ndアルバム『This is Hell』をリリース。またアルバムの発売に合わせミニアルバム『Penetrations Of The Lost World』が初来日公演のライブトラックを追加して再リリースされた。
2004年3月、に2度目の来日公演を行った。2005年、グレン・ユングストロームが再加入したが、グレンは同年中に脱退してしまった。2006年、3rdアルバムのレコーディングに入り、翌2007年に、3rdアルバム『He Who Shall Not Bleed』をリリースした。同アルバムでは、イェスパー・ストロムブラードとダニエル・アントンソンの両名がギターとベースを担当した。この後は、目立った活動を行っておらず、活動休止もしくは解散状態だった。
2014年5月、活動を再開して翌年のイェーテボリ・サウンド・フェスティヴァル (Gothenburg Sound Festival)に出演することが発表された。
2016年に、ヨアキム・ゴスベリとダニエル・アントンソンの脱退および元アマランスのアンディ・ソルヴェストロームの加入が発表された。

## メンバー

### 現在のメンバー
- アンディ・ソルヴェストローム (Andy Solveström) - ボーカル (2016-)
アマランス、ウィズインY、サイファー・システムでも活動。
- イェスパー・ストロムブラード (Jesper Strömblad) - ギター、ベース (1995-1998, 2000-2008, 2014-)
結成時はギターを担当していたが、今はギター及びベースを担当している。
セレモニアル・オースを経て、イン・フレイムスでも活動していたが、2010年2月に脱退した。サイド・プロジェクトとしてディメンション・ゼロの他に初期のハンマーフォール、オール・エンズや、シナジーの1stアルバムにも参加していた。 ザ・レジスタンスで活動。
- ハンス・ニルソン (Hans Nilsson) - ドラムス (1995-1998, 2000-2008, 2014-)
クリスタル・エイジ、ディアボリカ、ルシフェリオン等でも活動している。

### 過去のメンバー
- ヨアキム・ゴスベリ (Joakim Göthberg) - ボーカル (1995-1998, 2000-2008, 2014-2016)
マーダックに在籍していた当初はドラムを担当していた。
また、イン・フレイムスの2nd『The Jaster Race』の日本盤に収録されているデモ曲「Dead Eternity」、「The Inborn Lifeless」、『Subterranean』の「Stand Ablaze」でヴォーカルを務めている。
- グレン・ユングストローム (Glenn Ljungström) - ギター (1995-1998, 2000-2003, 2005)
イン・フレイムス在籍中にイェスパー・ストロムブラードと共にデメンション・ゼロを結成した。現在は、ザ・レジスタンスで活動中。
- フレドリック・ヨハンソン (Fredrik Johansson) - ギター (1995-1998)
ダーク・トランキュリティに在籍していたフレドリック・ヨハンソンとは別人である。IN FLAMESの2nd "THE JESTER RACE" に収録されている "December Flower" でもギター・ソロを弾いている。
- ダニエル・アントンソン (Daniel Antonsson) - ギター、ベース (2002-2008, 2014-2016)
Pathosでの活動の他、ソイルワークのツアー・サポート・ギタリストを務めた経験がある。ソイルワークは、2007年3月に正式加入したが、2008年9月18日に脱退。その後はダーク・トランキュリティにベーシストとして加入した。

## ディスコグラフィー

### シングル・ミニアルバム
- 1997年　Penetrations From The Lost World
2003年にボーナストラックとして、2002年の来日公演のライブトラックを追加して再発された。

### アルバム
- 2002年　Silent Night Fever
- 2003年　This Is Hell
- 2007年　He Who Shall Not Bleed